# Miłość w Zakopanem
Miłość w Zakopanem – autorski utwór polskiego piosenkarza Sławomira, wydany w 2017.
Do utworu został zrealizowany oficjalny teledysk, który miał premierę 23 kwietnia 2017 w serwisie YouTube. W klipie zostały wykorzystane ujęcia z koncertów Zapały w Niedźwiedziu i Błaszkach. W grudniu 2017 YouTube opublikował film YouTube Rewind 2017 podsumowujący kończący się rok i pokazujący najpopularniejsze trendy panujące na platformie; wyniki oglądalności teledysku dały mu pierwsze miejsce w Polsce. Od dnia premiery został wyświetlony łącznie ponad 244 mln razy.
Singiel był certyfikowany poczwórną diamentową płytą za sprzedaż w ponad 400 tys. nakładzie w Polsce.
Utwór znalazł się w grze Just Dance 2019, wydanej przez Ubisoft na platformy Nintendo Switch, Wii, PlayStation 4, Xbox One, Xbox 360 i Wii U.

## Personel
- Sławomir Zapała – śpiew, muzyka, tekst
- Magdalena Kajrowicz – wokal wspierający
- Piotr Aleksandrowicz – gitara
- Marcin Świderski – instrumenty klawiszowe, saksofon
- Michał Przybyła – gitara basowa
- Marcin Słomiński – perkusja
- Rafał Dubicki – trąbka
- Robert Kurpisz – programowanie

## Certyfikat
| Kraj          | Certyfikat          | Sprzedaż |
| ------------- | ------------------- | -------- |
| Polska (ZPAV) | 4x diamentowa płyta | 400 000+ |